# Seznam dílů seriálu Čarodějnice školou povinné
Toto je seznam dílů seriálu Čarodějnice školou povinné. Britsko-kanadský televizní seriál Čarodějnice školou povinné byl vysílán v letech 1998–2001, rozdělen do tří řad po 13 dílech, resp. 14 v případě poslední řady.

## Přehled řad
| Řada | Díly | Premiéra          | Premiéra       |
| Řada | Díly | První díl         | Poslední díl   |
| ---- | ---- | ----------------- | -------------- |
| 1    | 13   | 22. října 1998    | 28. ledna 1999 |
| 2    | 13   | 4. listopadu 1999 | 3. února 2000  |
| 3    | 14   | 9. listopadu 2000 | 26. ledna 2001 |

## Seznam dílů

### První řada (1998–1999)
| Č. v seriálu | Č. v řadě | Název                              | Český název          | Režie               | Scénář                     | Datum premiéry     |
| ------------ | --------- | ---------------------------------- | -------------------- | ------------------- | -------------------------- | ------------------ |
| 1            | 1         | The Battle of the Broomsticks      | Souboj košťat        | Andrew Morgan       | Martin Riley               | 22. října 1998     |
| 2            | 2         | When We Feast at the Midnight Hour | Půlnoční hostina     | Andrew Morgan       | Martin Riley               | 29. října 1998     |
| 3            | 3         | A Pig In a Poke                    | Prase v pytli        | Andrew Morgan       | Martin Riley               | 5. listopadu 1998  |
| 4            | 4         | A Mean Hallowe'en                  | Nepovedený Halloween | Andrew Morgan       | Martin Riley               | 12. listopadu 1998 |
| 5            | 5         | Double, Double, Toil and Trouble   | Úskoky a trampoty    | Andrew Morgan       | Martin Riley               | 19. listopadu 1998 |
| 6            | 6         | Monkey Business                    | Skopičiny s opičkou  | Stefan Pleszczynski | Garry Lyons                | 26. listopadu 1998 |
| 7            | 7         | Miss Cackle's Birthday Surprise    | Dárek k narozeninám  | Stefan Pleszczynski | Garry Lyons                | 3. prosince 1998   |
| 8            | 8         | The Great Outdoors                 | Velký výlet          | Stefan Pleszczynski | Martin Riley               | 10. prosince 1998  |
| 9            | 9         | The Heat is On                     | Udeřila vedra        | Andrew Morgan       | Martin Riley               | 17. prosince 1998  |
| 10           | 10        | Sorcery and Chips                  | Počítačové čarování  | Stefan Pleszczynski | Martin Riley               | 7. ledna 1999      |
| 11           | 11        | Let Them Eat Cake                  | Jde se na dorty      | Stefan Pleszczynski | Martin Riley & Jeremy Swan | 14. ledna 1999     |
| 12           | 12        | Sweet Talking Guys                 | Mladí lichotníci     | Andrew Morgan       | Martin Riley               | 21. ledna 1999     |
| 13           | 13        | A Bolt from the Blue               | Blesk z čistého nebe | Andrew Morgan       | Garry Lyons                | 28. ledna 1999     |

### Druhá řada (1999–2000)
| Č. v seriálu | Č. v řadě | Název                         | Český název                   | Režie               | Scénář         | Datum premiéry     |
| ------------ | --------- | ----------------------------- | ----------------------------- | ------------------- | -------------- | ------------------ |
| 14           | 1         | Old Hats and New Brooms       | Staré klobouky a nová košťata | Andrew Morgan       | Martin Riley   | 4. listopadu 1999  |
| 15           | 2         | Alarms and Diversions         | Poplachy plané a pravé        | Andrew Morgan       | Garry Lyons    | 11. listopadu 1999 |
| 16           | 3         | It's a Frog's Life            | Žabí život                    | John Smith          | Garry Lyons    | 18. listopadu 1999 |
| 17           | 4         | Crumpets for Tea              | Chlebové placičky             | John Smith          | Garry Lyons    | 25. listopadu 1999 |
| 18           | 5         | The Inspector Calls           | Inspekce                      | John Smith          | Garry Lyons    | 2. prosince 1999   |
| 19           | 6         | Animal Magic                  | Kouzelné proměny              | John Smith          | Martin Riley   | 9. prosince 1999   |
| 20           | 7         | Carried Away                  | Mourek v nebezpečí            | Andrew Morgan       | Martin Riley   | 16. prosince 1999  |
| 21           | 8         | The Dragon's Hoard            | Dračí chamtivost              | Andrew Morgan       | Martin Riley   | 23. prosince 1999  |
| 22           | 9         | The Genius of the Lamp        | Kouzelná lampa                | Stefan Pleszczynski | Martin Riley   | 6. ledna 2000      |
| 23           | 10        | Up in the Air                 | Touha létat                   | Stefan Pleszczynski | Garry Lyons    | 13. ledna 2000     |
| 24           | 11        | Fair Is Foul & Fouls Are Fair | Co je faul a co je fér        | Stefan Pleszczynski | David Finley   | 20. ledna 2000     |
| 25           | 12        | Green Fingers and Thumbs      | Zahradnická soutěž            | Stefan Pleszczynski | Clive Endersby | 27. ledna 2000     |
| 26           | 13        | The Millennium Bug            | Milénium                      | Stefan Pleszczynski | Martin Riley   | 3. února 2000      |

### Třetí řada (2000–2001)
| Č. v seriálu | Č. v řadě | Název                       | Český název              | Režie               | Scénář          | Datum premiéry     |
| ------------ | --------- | --------------------------- | ------------------------ | ------------------- | --------------- | ------------------ |
| 27           | 1         | Secret Society              | Tajný spolek             | Andrew Morgan       | Garry Lyons     | 9. listopadu 2000  |
| 28           | 2         | An Unforgettable Experience | Nezapomenutelný zážitek  | Andrew Morgan       | Garry Lyons     | 16. listopadu 2000 |
| 29           | 3         | Which Witch is Which?       | Kdo je kdo?              | Alex Kirby          | Clive Endersby  | 23. listopadu 2000 |
| 30           | 4         | The Witchy Hour             | Čarodějná hodinka        | Alex Kirby          | Martin Riley    | 30. listopadu 2000 |
| 31           | 5         | Learning the Hard Way       | Chybami se člověk učí    | Alex Kirby          | Martin Riley    | 7. prosince 2000   |
| 32           | 6         | The Hair Witch Project      | Čarodějnický projekt     | Alex Kirby          | Garry Lyons     | 14. prosince 2000  |
| 33           | 7         | Just Like Clockwork         | Přesně jako hodiny       | Alex Kirby          | Garry Lyons     | 21. prosince 2000  |
| 34           | 8         | Cinderella in Boots         | Popelka v bagančatech    | Andrew Morgan       | Martin Riley    | 24. prosince 2000  |
| 35           | 9         | Art Wars                    | Umělecké války           | Stefan Pleszczynski | Martin Riley    | 19. ledna 2001     |
| 36           | 10        | Power Drill                 | Schopnosti slečny Zdatné | Stefan Pleszczynski | Garry Lyons     | 22. ledna 2001     |
| 37           | 11        | Better Dead Than Co-ed      | Smíšená třída            | Andrew Morgan       | Graham Mitchell | 23. ledna 2001     |
| 38           | 12        | The Lost Chord              | Ztracený akord           | Stefan Pleszczynski | Graham Mitchell | 24. ledna 2001     |
| 39           | 13        | Unfairground                | Neférové místo           | Stefan Pleszczynski | Martin Riley    | 25. ledna 2001     |
| 40           | 14        | The Uninvited               | Nezvaná                  | Stefan Pleszczynski | Martin Riley    | 26. ledna 2001     |